# トリフルオロメチルアミノインダン
トリフルオロメチルアミノインダン(5-Trifluoromethyl-2-aminoindane, TAI)は、エンタクトゲンの効果を持つと考えられている向精神薬、研究用試薬である。選択的セロトニン放出薬として作用する。TAIは、ノルフェンフルラミンのアミノインダンアナログであり、神経毒性は約50%である。